# Asim Škaljić
Asim Skaljic est un joueur de football professionnel bosnien. Il est né le 9 août 1981. Il mesure 183 cm et pèse 78 kg. Il évolue au poste de défenseur. Il évolue dans le club de Chiasso. Aujourd'hui Asim réside dans son pays d'origine.

## Clubs successifs
- 2000-2004 : Velez Mostar
- 2004-2007 : FC Sion
- 2007 : FC Chiasso
- 2008-... : Velez Mostar